# Ланга (Франция)
Ланга́ (фр. Langast, брет. Lanwal, галло Langau) — ассоциированная коммуна во Франции, находится в регионе Бретань. Департамент — Кот-д’Армор. Кантон Мюр-де-Бретань. Округ коммуны — Сен-Бриё.
В 2019 году объединилась с коммуной Плугена в новую коммуну Плугена-Ланга.
Код INSEE коммуны — 22100.

## География
Коммуна расположена приблизительно в 380 км к западу от Парижа, в 80 км западнее Ренна, в 27 км к югу от Сен-Бриё.

## Население
Население коммуны на 2008 год составляло 634 человека.
| 1962 | 1968 | 1975 | 1982 | 1990 | 1999 | 2008 |
| ---- | ---- | ---- | ---- | ---- | ---- | ---- |
| 709  | 778  | 695  | 645  | 653  | 646  | 634  |

## Администрация
| Период | Период | Фамилия           | Партия | Примечания |
| ------ | ------ | ----------------- | ------ | ---------- |
| ?      | 2008   | Жан-Батист Бертло |        |            |
| 2008   | 2014   | Ивон Ле Жан       |        | тренер     |

## Экономика
Основу экономики составляет сельское хозяйство.
В 2007 году среди 379 человек в трудоспособном возрасте (15—64 лет) 303 были экономически активными, 76 — неактивными (показатель активности — 79,9 %, в 1999 году было 72,6 %). Из 303 активных работали 289 человек (161 мужчина и 128 женщин), безработных было 14 (4 мужчины и 10 женщин). Среди 76 неактивных 30 человек были учениками или студентами, 26 — пенсионерами, 20 были неактивными по другим причинам.

## Достопримечательности
- Церковь Сен-Галь (XV век). Исторический памятник с 1981 года[3]
- Средневековая часовня Сен-Жан. Исторический памятник с 1913 года[4]

## Фотогалерея
- Церковь Сен-Галь
- Церковь Сен-Галь
- Интерьер церкви Сен-Галь
- Карта коммуны